# Château de Bertholène
Le château de Bertholène actuellement en ruines est situé en France, dans le département de l'Aveyron, sur la commune de Bertholène.

## Architecture
Du château de Bertholène il ne reste qu'un logis du XVIIe siècle, une tour d'angle circulaire et une tourelle carrée.